# Carevo Polje (Chorwacja)
Carevo Polje – wieś w Chorwacji, w żupanii karlowackiej, w gminie Josipdol. W 2011 roku liczyła 146 mieszkańców.